# Liste der denkmalgeschützten Objekte in Deutsch Jahrndorf
Die Liste der denkmalgeschützten Objekte in Deutsch Jahrndorf enthält die 5 denkmalgeschützten, unbeweglichen Objekte der Gemeinde Deutsch Jahrndorf.

## Denkmäler
| Foto |                 | Denkmal                                                                                        | Standort                                                 | Beschreibung | Metadaten |
| ---- | --------------- | ---------------------------------------------------------------------------------------------- | -------------------------------------------------------- | --- | --- |
| ja   | Datei hochladen | Kath. Pfarrkirche hl. Bartholomäus HERIS-ID: 9847 Objekt-ID: 5895                              | Kirchengasse 4 Standort KG: Deutsch Jahrndorf            | Die katholische Pfarrkirche ist ein mittelalterlicher Bau, der zeitweise evangelisch war und 1738 wiedererrichtet wurde. An das vierjochige Schiff schließt ein massiger, in den unteren Mauern noch romanischer Ostturm an. Der barocke Hochaltar und die Seitenaltäre stammen aus der 2. Hälfte des 18. Jahrhunderts. | BDA-Hist.: Q21037142 Status: § 2a Stand der BDA-Liste: 2025-06-30 Name: Kath. Pfarrkirche hl. Bartholomäus GstNr.: 45 kath Pfarrkirche (Deutsch Jahrndorf)                                        |
| ja   | Datei hochladen | Evang. Pfarrkirche A.B. HERIS-ID: 9848 Objekt-ID: 5896                                         | Untere Hauptstraße 34 Standort KG: Deutsch Jahrndorf     | Die Evangelische Pfarrkirche ist ein Saalbau mit Walmdach. Die Apsis ist stark eingezogen. Die hohe, gegen Norden ausgerichtete Giebelfront ist dreiachsig. Das Gebäude wurde in den Jahren 1737 und 1738 errichtet. | BDA-Hist.: Q14906630 Status: § 2a Stand der BDA-Liste: 2025-06-30 Name: Evang. Pfarrkirche A.B. GstNr.: 1 evang Pfarrkirche (Deutsch Jahrndorf)                                                   |
| ja   | Datei hochladen | Evangelisches Pfarrhaus HERIS-ID: 9849 Objekt-ID: 5897                                         | Untere Hauptstraße 34 Standort KG: Deutsch Jahrndorf     | Der zweigeschoßige Bau schließt an die westliche Langhauswand der Evangelischen Pfarrkirche Deutsch Jahrndorf an. Das 1877 errichtete Gebäude hat ein Satteldach. Die Straßenfassade wird durch Lisenen in drei unterschiedlich breite Achsen geteilt. Die Fenster sind faschengerahmt und über dem Eingangsportal verdoppelt. Das gartenseitige Tor, sowie das Eingangsportal sind stichbogenförmig und haben jeweils originale dreifeldrige Türflügel. | BDA-Hist.: Q38050789 Status: § 2a Stand der BDA-Liste: 2025-06-30 Name: Evangelisches Pfarrhaus GstNr.: 2 evang Pfarrhaus (Deutsch Jahrndorf)                                                     |
| ja   | Datei hochladen | Bildstock HERIS-ID: 9853 Objekt-ID: 5901                                                       | bei Untere Hauptstraße 54 Standort KG: Deutsch Jahrndorf | Der Pfeilerbildstock aus dem 18. Jahrhundert steht am östlichen Ortsausgang. | BDA-Hist.: Q38050916 Status: § 2a Stand der BDA-Liste: 2025-06-30 Name: Bildstock GstNr.: 357/25 Bildstock (Deutsch Jahrndorf)                                                                    |
| ja   | Datei hochladen | Wallfahrtskapelle hl. Kreuz/Verlorenes Schaf - Zeiselhofkapelle HERIS-ID: 9851 Objekt-ID: 5899 | bei Zeiselhof 3 Standort KG: Deutsch Jahrndorf           | Die Wallfahrtskapelle auf dem Zeiselhof ist ein kleiner gewesteter Barockbau mit einem Dachreiter über der Ostfassade. Das Gitter des Ostportals enthält die Jahreszahl 1674. | BDA-Hist.: Q38050842 Status: § 2a Stand der BDA-Liste: 2025-06-30 Name: Wallfahrtskapelle hl. Kreuz/Verlorenes Schaf - Zeiselhofkapelle GstNr.: 2735, 2740/2 Zeiselhofkapelle (Deutsch Jahrndorf) |